# Andorinhão-estofador
Andorinhão-estofador, tapear-tesoura ou andorinha-uiriri (nome científico: Panyptila cayennensis) é uma espécie de ave pertencente à família dos apodídeos (Apodidae). Nativo da América Latina, está em risco de extinção em alguns estados do Brasil.

## Etimologia
O nome do gênero combina o grego antigo panu, que significa "muito" ou "excessivamente", com ptilon, que significa "asa". O epíteto específico cayennensis vem de Caiena, na Guiana Francesa, sua localidade-tipo. O nome popular andorinhão deriva de andorinha e o sufixo -ão. Andorinha, por sua vez, surgiu no latim vulgar harundo,ĭnis por hirundo,ĭnis. Através de metátese e expansão da nasal, surgiu *andorine e, então, por mudança da vogal temática, *andorina. Desta última forma, surgiu andorinha. O Grande Dicionário Houaiss aponta a possibilidade de ser um étimo influenciado pelo verbo andar. Por sua vez, uiriri, que compôs outro dos nomes populares da espécie, pode ter origem onomástica, segundo Antenor Nascentes.

## Taxonomia e sistemática
O andorinhão-estofador foi formalmente descrito em 1789 pelo naturalista alemão Johann Friedrich Gmelin em sua edição revisada e ampliada do Systema Naturae de Carlos Lineu. Ele o colocou com todas as andorinhas e andorinhões do gênero Hirundo e cunhou o nome binomial Hirundo cayennensis. Gmelin baseou sua descrição no Martinet à collier blanc que havia sido descrito em 1779 pelo polímata francês Georges-Louis Leclerc, conde de Buffon, a partir de um espécime coletado em Caiena, na Guiana Francesa. Uma ilustração colorida à mão da ave também foi publicada. O andorinhão-estofador agora é colocado com o andorinhão-tesoura-grande (Panyptila sanctihieronymi) no gênero Panyptila, que foi introduzido em 1847 pelo ornitólogo alemão Jean Cabanis.

### Subespécies
Segundo o Comitê Ornitológico Internacional (COI), a espécie é monotípica: nenhuma subespécie é reconhecida. No entanto, a taxonomia de Clements e o Handbook of the Birds of the World da BirdLife International atribuem duas subespécies:
- Panyptila cayennensis cayennensis (Gmelin, 1789);[14]
- Panyptila cayennensis veraecrucis (Moore, 1947).[15]

## Distribuição geográfica
O andorinhão-estofador pode ser encontrada desde o estado de Veracruz, no sul do México, na América do Norte, passando por todos os países da América Central (Belize, Costa Rica, El Salvador, Honduras, Nicarágua e Panamá) até a Colômbia, Venezuela e Equador. Também é encontrado em toda a bacia Amazônica, numa estreita faixa ao longo da costa sudeste do Brasil e em Trindade e Tobago. Habita as bordas e clareiras de florestas tropicais perenes de terras baixas e florestas secundárias, áreas cultivadas, corredores fluviais e áreas povoadas por humanos. Em altitude, atinge 1 500 metros (4 900 pés) na Guatemala e no Equador, mas normalmente é encontrado em altitudes mais baixas.

## Comportamento
O andorinhão-estofador é um residente durante todo o ano em toda a sua área de distribuição. Seu voo é muito rápido e agitado e geralmente muito alto no ar. Como todos os andorinhões, é um insetívoro aéreo. Embora sua dieta não tenha sido detalhada, num estudo realizado na Venezuela, alimentou-se principalmente de dípteros (Diptera), com números menores de homópteros (Homoptera) e himenópteros (Hymenoptera), além de números muito pequenos de outras ordens. É menos gregário do que outros andorinhões e geralmente é visto individualmente ou em pares. Se outras espécies de andorinhões estiverem presentes, normalmente se alimenta acima delas, embora permaneça abaixo de espécies do gênero Streptoprocne, como o taperuçu-de-coleira-castanha (Streptoprocne rutila).
Os chamados habituais são "uma frase estridente ou sibilante de notas rápidas e estridentes... 'pzeee-pzi-titititititi-ti-ti-pzeee!'" e "um único e repetido 'pzeeeh'". Muitas vezes ele voa tão alto que os chamados não podem ser ouvidos. A época de reprodução do andorinhão-estofador varia geograficamente, com nidificação geralmente na primavera e no verão locais. O ninho é tubular, mais largo na parte superior e com a entrada na base. É feito de material vegetal feltrado com saliva e preso a um galho ou a uma superfície vertical. Neste último caso, toda a sua extensão é fixada à parede ou tronco. Ninhos foram encontrados sob pontes, nas paredes de edifícios ocupados e no interior de edifícios abandonados, e em árvores de grande porte. Dois ou três ovos brancos são depositados em uma prateleira na parte superior do ninho e incubados por ambos os pais.

## Conservação
A União Internacional para a Conservação da Natureza (UICN) classifica o andorinhão-estofador como pouco preocupante (LC), pois ocorre numa distribuição extremamente grande e não se aproxima dos limiares para Vulnerável sob o critério de tamanho de distribuição (segundo a IUCN, extensão de ocorrência < 20 mil quilômetros quadrados combinada com um tamanho de distribuição decrescente ou flutuante, extensão/qualidade do habitat ou tamanho populacional e um pequeno número de locais ou fragmentação severa). Sabe-se que suas populações estão em tendência decrescente, mas o declínio não é suficientemente rápido para se aproximar dos limiares para vulnerável (> 30% de declínio ao longo de dez anos ou três gerações) e sua população é muito grande, o que igualmente descaracteriza a classificação como vulnerável (< 10 mil indivíduos maduros com um declínio contínuo estimado em > 10% em dez anos ou três gerações, ou com uma estrutura populacional especificada).
Particularmente no Brasil, em 2005, o andorinhão-estofador foi classificado como em perigo (EN) na Lista de Espécies da Fauna Ameaçadas do Espírito Santo; em 2010, constou sob a rubrica de dados insuficientes (DD) no Livro Vermelho da Fauna Ameaçada no Estado do Paraná; em 2014, sob a rubrica de dados insuficientes (DD) no Livro Vermelho da Fauna Ameaçada de Extinção no Estado de São Paulo; em 2018, como pouco preocupante (LC) na Lista Vermelha do Livro Vermelho da Fauna Brasileira Ameaçada de Extinção do Instituto Chico Mendes de Conservação da Biodiversidade (ICMBio); e em 2021, como regionalmente extinta (EX) na Lista de Aves do Ceará.